# Mikołajów Dniestrzański (stacja kolejowa)
Mikołajów Dniestrzański (ukr. Миколаїв-Дністровський, ros. Николаев-Днестровский) – stacja kolejowa w miejscowości Rozwadów, w rejonie stryjskim, w obwodzie lwowskim, na Ukrainie. Nazwa pochodzi od pobliskiego miasta Mikołajów.
Stacja powstała w czasach Austro-Węgier na linii Kolei Arcyksięcia Albrechta, pomiędzy stacjami Szczerzec a Bilcze-Wolica.